# Norges regeringer
Norges regeringer siden 1814. Begrebet ministerium blev brugt frem til 1884, hvor man gik over til regering.

## Ministerier 1814–1884
Mellem 1814 og 1884 havde man ingen fuldstændige regeringsskift, kun suppleringer. Nedenstående periodeinddeling baserer sig på bogen Det norske statsråd 1814–1905, udgivet af Statsministerens kontor i 1996. Navngivningen er baseret på statholdere eller fremtrædende statsråder i perioden.
| Periode                                | Ministerium                         |
| -------------------------------------- | ----------------------------------- |
| 2. marts – 11. november 1814           | Regeringsrådet/statsrådet i 1814    |
| 11. november 1814 – 19. september 1836 | Det første Wedel-ministerium        |
| 19. september 1836 – 8. marts 1844     | Det andet Wedel-ministerium         |
| 8. marts 1844 – 17. juni 1856          | Løvenskiold/Vogt-ministeriet        |
| 17. juni 1856 – 16. december 1858      | Vogt-ministeriet                    |
| 16. december 1858 – 17. december 1861  | Sibbern/Birch/Motzfeldt-ministeriet |
| 17. december 1861 – 11. oktober 1880   | Frederik Stangs ministerium         |
| 11. oktober 1880 – 1. marts 1884       | Christian Selmers ministerium       |
| 3. april – 26. juni 1884               | Schweigaard/Løvenskiold-ministeriet |

## Norske regeringer 1884–1945
| Periode                                                                     | Regering                                | Partier         |
| --------------------------------------------------------------------------- | --------------------------------------- | --------------- |
| 26. juni 1884–13. juli 1889                                                 | Johan Sverdrups regering                | Venstre         |
| 13. juli 1889–6. marts 1891                                                 | Emil Stangs første regering             | Høyre           |
| 6. marts 1891–2. maj 1893                                                   | Johannes Steens første regering         | Venstre         |
| 2. maj 1893–14. oktober 1895                                                | Emil Stangs anden regering              | Høyre           |
| 14. oktober 1895–17. februar 1898                                           | Francis Hagerups første regering        | H, MV, V        |
| 17. februar 1898–21. april 1902                                             | Johannes Steens anden regering          | Venstre         |
| 21. april 1902–22. oktober 1903                                             | Otto Blehrs første regering             | Venstre         |
| 22. oktober 1903–11. marts 1905                                             | Francis Hagerups anden regering         | Saml., V, H     |
| 11. marts 1905–23. oktober 1907                                             | Christian Michelsens regering           | V, H, MV, Saml. |
| 23. oktober 1907–19. marts 1908                                             | Jørgen Løvlands regering                | V, MV, Uavh.    |
| 19. marts 1908–2. februar 1910                                              | Gunnar Knudsens første regering         | Venstre         |
| 2. februar 1910–20. februar 1912                                            | Wollert Konows regering                 | FV, H           |
| 20. februar 1912–31. januar 1913                                            | Jens Bratlies regering                  | H, FV           |
| 31. januar 1913–21. juni 1920                                               | Gunnar Knudsens anden regering          | Venstre         |
| 21. juni 1920–22. juni 1921                                                 | Otto B. Halvorsens første regering      | H, FV           |
| 22. juni 1921–6. marts 1923                                                 | Otto Blehrs anden regering              | Venstre         |
| 6. marts 1923–30. maj 1923                                                  | Otto B. Halvorsens anden regering       | H, FV           |
| 30. maj 1923–25. juli 1924                                                  | Abraham Berges regering                 | FV, H           |
| 25. juli 1924–5. marts 1926                                                 | Johan Ludwig Mowinckels første regering | Venstre         |
| 5. marts 1926–28. januar 1928                                               | Ivar Lykkes regering                    | H, FV           |
| 28. januar 1928–15. februar 1928                                            | Christopher Hornsruds regering          | Ap              |
| 15. februar 1928–12. maj 1931                                               | Johan Ludwig Mowinckels anden regering  | Venstre         |
| 12. maj 1931–14. marts 1932                                                 | Peder Kolstads regering                 | Bondepartiet    |
| 14. marts 1932–3. marts 1933                                                | Jens Hundseids regering                 | Bondepartiet    |
| 3. marts 1933–20. marts 1935                                                | Johan Ludwig Mowinckels tredje regering | Venstre         |
| 20. marts 1935–25. juni 1945 (i eksil i London 7. juni 1940 – 31. maj 1945) | Johan Nygaardsvolds regering            | Ap              |

## Quislings regering og tyskindsat okkupationsstyre 1940–1945
| Periode                            | Regering                                 |
| ---------------------------------- | ---------------------------------------- |
| 9. april 1940–15. april 1940       | Vidkun Quislings første regering         |
| 15. april 1940–22. september 1940  | Administrasjonsrådet                     |
| 22. september 1940–1. februar 1942 | Josef Terbovens kommissariske statsråder |
| 1. februar 1942–8. maj 1945        | Vidkun Quislings anden regering          |

## Regeringer siden 1945
| Periode                               | Regering                               | Partier                            |
| ------------------------------------- | -------------------------------------- | ---------------------------------- |
| 25. juni 1945 – 5. november 1945      | Einar Gerhardsens første regering      | Samlingsregering                   |
| 5. november 1945 – 19. november 1951  | Einar Gerhardsens anden regering       | Ap                                 |
| 19. november 1951 – 22. januar 1955   | Oscar Torps regering                   | Ap                                 |
| 22. januar 1955 – 28. august 1963     | Einar Gerhardsens tredje regering      | Ap                                 |
| 28. august 1963 – 25. september 1963  | John Lyngs regering                    | H, Sp, V, KrF                      |
| 25. september 1963 – 12. oktober 1965 | Einar Gerhardsens fjerde regering      | Ap                                 |
| 12. oktober 1965 – 17. marts 1971     | Per Bortens regering                   | Sp, H, V, Krf                      |
| 17. marts 1971 – 18. oktober 1972     | Trygve Brattelis første regering       | Ap                                 |
| 18. oktober 1972 – 16. oktober 1973   | Lars Korvalds regering                 | Krf, Sp, V                         |
| 16. oktober 1973 – 15. januar 1976    | Trygve Brattelis anden regering        | Ap                                 |
| 15. januar 1976 – 4. februar 1981     | Odvar Nordlis regering                 | Ap                                 |
| 4. februar 1981 – 14. oktober 1981    | Gro Harlem Brundtlands første regering | Ap                                 |
| 14. oktober 1981 – 9. maj 1986        | Kåre Willochs regering                 | H; fra 8. juni 1983 også KrF og Sp |
| 9. maj 1986 – 16. oktober 1989        | Gro Harlem Brundtlands anden regering  | Ap                                 |
| 16. oktober 1989 – 3. november 1990   | Regeringen Jan P. Syse                 | H, KrF, Sp                         |
| 3. november 1990 – 25. oktober 1996   | Gro Harlem Brundtlands tredje regering | Ap                                 |
| 25. oktober 1996 – 17. oktober 1997   | Thorbjørn Jaglands regering            | Ap                                 |
| 17. oktober 1997 – 17. marts 2000     | Kjell Magne Bondeviks første regering  | Krf, Sp, V                         |
| 17. marts 2000 – 19. oktober 2001     | Jens Stoltenbergs første regering      | Ap                                 |
| 19. oktober 2001 – 17. oktober 2005   | Kjell Magne Bondeviks anden regering   | KrF, H, V                          |
| 17. oktober 2005 – 16. oktober 2013   | Jens Stoltenbergs anden regering       | Ap, SV, Sp                         |
| 16. oktober 2013 – 14. oktober 2021   | Erna Solbergs regering                 | H, Frp, KrF, V                     |
| 14. oktober 2021 –                    | Jonas Gahr Støres regering             | Ap, Sp                             |

## Eksterne links
- Norske regjeringer og ministerier 1814–2001 Arkiveret 4. januar 2006 hos  Wayback Machine (NorgesLexi)
- Det norske statsråd 1814– (Regjeringen.no)